# The Underdog EP
The Underdog EP är Yellowcards andra EP. Den släpptes 9 juli 2002 av Ramen Below Par Records.

## Låtlista
1. "Underdog" - 3:10
2. "Avondale" - 3:50
3. "Finish Line" - 3:46
4. "Powder" - 3:51
5. "Rocket" - 4:49